# Tommaso Tittoni
Tommaso Tittoni, (Rim, 16. studenog 1855. — Rim, 7. veljače 1931.), bio je talijanski političar i diplomat. Bio je sin Vincenza Tittonija.
Tittoni je studirao pravo u Rimu, Oxfordu i Liègeu. Od 1882. sudjeluje u političkom životu Rima, a bio je poslanik 1886. – 1897. u talijanskom zastupničkom domu. 
U periodu 1897. – 1900. bio je prefekt u Perugi, 1900. – 1902. u Napulju. U studenom 1902. postao je senator, a u vladi Giovannija Giolittija počinje obnašati dužnost ministra vanjskih poslova 1903. Istu dužnost obnašao je i u vladi Alessandra Fortisa, pošto je vrlo kratko 1905. bio premijer tijekom duge ministarske krize, koja je prethodila formiranju Fortisove vlade. U novoj vladi u prosincu iste godine ga je naslijedio Antonino Paternò-Castello di San Giuliano, ali ponovo je bio ministar vanjskih poslova od lipnja 1906. do ožujka 1910. u Giolittijevoj vladi. Bio je kratko i talijanski veleposlanik u Londonu. 
Tittoni je kao ministar vanjskih poslova imao kontakte s Trojnim savezom, imajući nekoliko sastanaka s ministrom vanjskih poslova Austro-Ugarske, Aloisom Lexom von Aehrenthalom i njemačkim kancelarom Bernhardom von Bülowom. Njegova vanjska politika je težila pak ka približavanju Francuskoj. Upravo zbog toga imenovan je veleposlanikom u Parizu, što je bila važna dužnost tijekom Prvog svjetskog rata i na toj dužnosti ostaje do 1916. 